# Im Himmel ist auch Platz für Mäuse
Im Himmel ist auch Platz für Mäuse (Originaltitel Myši patří do nebe, internationaler englischsprachiger Titel Even Mice Belong in Heaven) ist ein Stop-Motion-Film von Jan Bubeníček und Denisa Grimmová, der im Juni 2021 beim Festival d’Animation Annecy seine Premiere feierte, im Oktober 2021 in die tschechischen und französischen Kinos kam und am 1. Dezember 2022 in die deutschen. Der Film basiert auf dem Kinderbuch Auch Mäuse kommen in den Himmel von Iva Procházková mit Illustrationen von Marine Ludin.

## Handlung
Nach einem tödlichen Unfall treffen sich die vorlaute Maus Dalli und der Fuchs Weißbauch im Tierhimmel wieder.

## Literarische Vorlage
„Das Tor öffnete sich von selbst und Dalli schlüpfte mit pochendem Herzen auf die andere Seite. Sie ging ganz langsam und schaute vorsichtig in alle Richtungen. Unbekannte Orte betrat sie immer nur mit höchster Umsicht. Überall konnte Gefahr lauern und eine vernünftige Maus musste mit allem rechnen. Dalli war vernünftig, deshalb wollte sie kein Risiko eingehen – auch wenn sie tot war.“

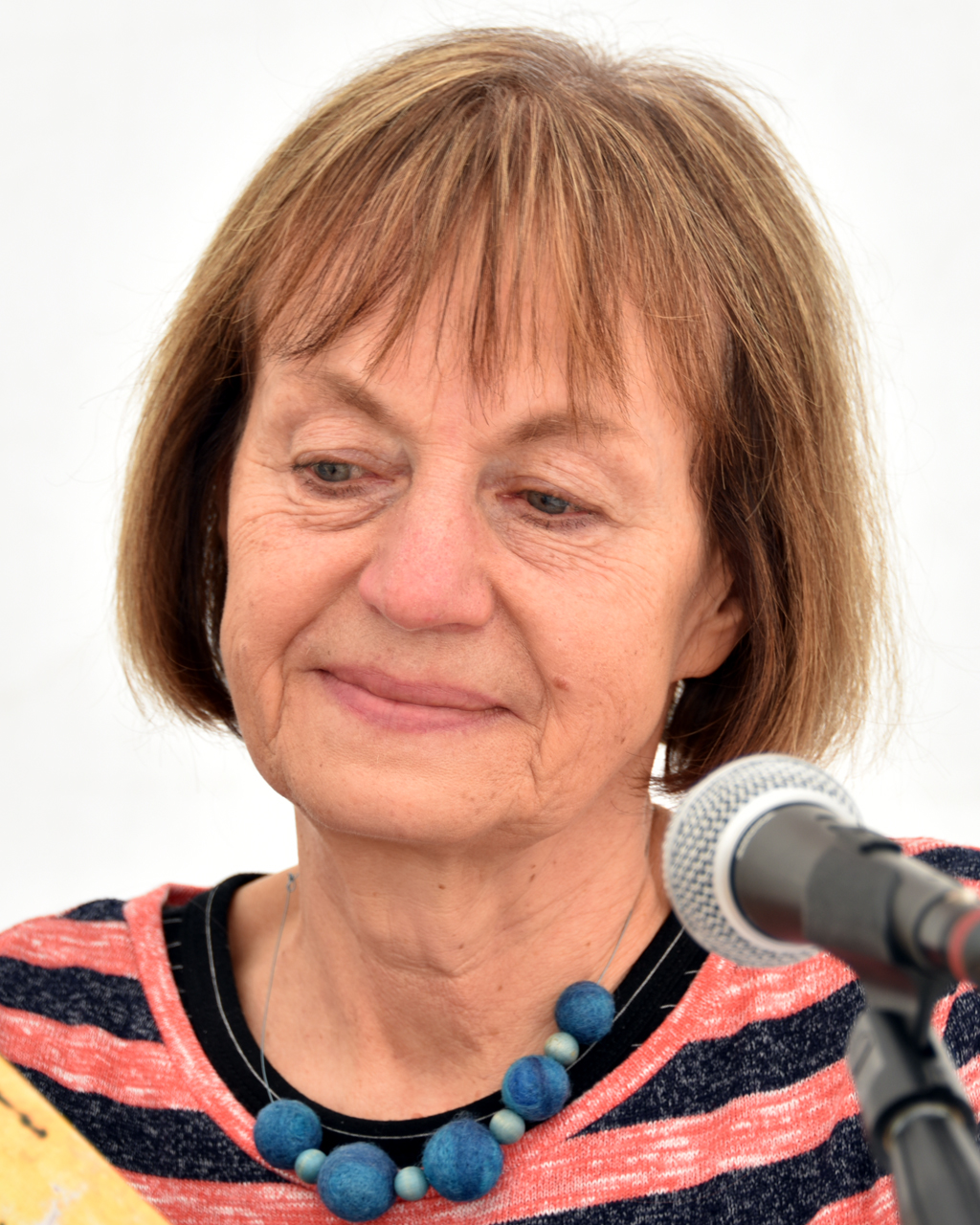
Der Film basiert auf einem Kinderbuch von Iva Procházková

Der Film basiert auf dem Kinderbuch Auch Mäuse kommen in den Himmel von Iva Procházková mit Illustrationen von Marine Ludin, das 2011 im Sauerländer Verlag in einer deutschen Fassung veröffentlicht wurde. Darin flieht die kleine Maus Dalli vor dem hungrigen Fuchs Weißbauch, übersieht dabei eine Wurzel, stolpert und stürzt von einem hohen Felsen. Im Himmel der Tiere angelangt findet Dalli Schaukeln, Karussells und viele andere Attraktionen vor.
Die in Paris geborene Ludin studierte in der Ecole Nationale Supérieure d’Art in Nancy und Illustration an der Hochschule für Angewandte Wissenschaften in Hamburg bei Rüdiger Stoye mit Abschluss als Diplom-Designerin im Jahr 2005. Seitdem arbeitet Ludin als freie Illustratorin für deutsche und französische Verlage. Die Tschechin Procházková lebte zehn Jahre lang mit ihrer Familie in Deutschland, bevor sie wieder nach Prag zurückkehrte. Ihre Kinder- und Jugendbücher wurden für die Hans-Christian-Andersen-Medaille und den Katholischen Kinder- und Jugendbuchpreis nominiert und mit dem Friedrich-Gerstäcker-Preis, dem Evangelischen Buchpreis sowie dem Deutschen Jugendliteraturpreis ausgezeichnet. Ivan Pokorný hatte bereits Procházkovás Jugendroman Orangentage verfilmt, der im Lausitzer Bergland spielt.

## Produktion

### Filmstab und Synchronisation
Auch Mäuse kommen in den Himmel wurde von der mehrfach mit dem Český lev ausgezeichneten Regisseurin und Drehbuchautorin Alice Nellis und dem zuvor überwiegend für Serien tätigen Richard Malatinský für den Film adaptiert. Regie führten Jan Bubeníček und Denisa Grimmová. Für Grimmová handelt es sich um den ersten abendfüllenden Film. Bubeníček hatte bereits zuvor bei dem Spielfilm Smrtelné historky Regie geführt.
Die deutsche Synchronisation entstand nach einem Dialogbuch von Andreas Barz und der Dialogregie von Rainer Gerlach im Auftrag der Lavendelfilm GmbH in Potsdam.

### Animation und Szenenbild
Myši patří do nebe, so der Originaltitel des Films, entstand in den Barrandov Studios in Prag. Neben Stop-Motion kam auch CGI zum Einsatz. Zu den Animatoren gehören Frantisek Vasa, Piotr Ficner, Vojtech Kiss, Michal Kubíček, Katarzyna Okoniewska, Viliam Vala und Matous Valchar. Das Szenenbild stammt von Regisseurin Denisa Grimmová und Jan Kurka. Als Kameramann fungierte Radek Loukota.

### Filmmusik und Veröffentlichung
Die Filmmusik steuerte Krzysztof A. Janczak bei. Im Oktober 2021 veröffentlichte MovieScore Media das Soundtrack-Album mit insgesamt 35 Musikstücken als Download.
Die Premiere erfolgte im Juni beim Festival d’Animation Annecy. Im August 2021 folgten Vorstellungen beim Filmfestival Karlovy Vary und beim Edinburgh International Film Festival. Im Oktober 2021 wurde er beim Filmfest Hamburg und beim Festival International du Film Francophone de Namur gezeigt. Am 7. Oktober 2021 kam er in die tschechischen und am 27. Oktober in die französischen Kinos. Der Start in der Slowakei war am 13. Januar 2022 geplant. Im April 2022 wird er beim Leeds Film Festival gezeigt. Der Kinostart in Polen erfolgte am 29. April 2022. Im Juli 2022 wurde er beim Revolution Perth International Film Festival gezeigt. Im Oktober 2022 wurde er beim Schlingel Film Festival vorgestellt. Der Kinostart in Deutschland erfolgte am 1. Dezember 2022. Im Himmel ist auch Platz für Mäuse wurde im Jahr 2023 zudem im Rahmen der SchulKinoWochen vorgestellt, so im November 2023 in Berlin.

## Rezeption

### Kritiken
Von den 16 bei Rotten Tomatoes aufgeführten Kritiken sind alle positiv. Durchschnittlich wurden 7,2 von 10 Punkten vergeben.
Stefan Stiletto vom Filmdienst schreibt, der Puppentrickfilm von Jan Bubeníček und Denisa Grimmová sei mit großer Sorgfalt inszeniert und nehme von Anfang an durch das niedliche Figurendesign und die detaillierten Kulissen für sich ein.
Auch wenn Im Himmel ist auch Platz für Mäuse anfangs ein wildes Potpourri mit Anspielungen an Indiana Jones und der Tempel des Todes, Charlie Chaplins Kampf mit Zahnrädern aus Moderne Zeiten und Flucht in Ketten sei, gehe es in dem Film nicht nur um Zitate oder um Augenwischerei. Mit Witz und Freude an der Animation bindet der Film solche Szenen in die Handlung ein. Wie häufig in Kinderliteratur und -film funktioniere es auch hier trefflich, Gefühle in Orte zu transformieren und so etwas Abstraktes greifbar und anschaulich werden zu lassen. Es gebe viel zu sehen in diesem Animationsfilm, der durch seine Detailfülle sowie die Vielzahl an unterschiedlichen Schauplätzen und Figuren beeindrucke und auch immer wieder durch Bildwitz für Auflockerung sorge.
Amber Wilkinson von Eye for Film findet, die visuell beeindruckenden Bilder scheinen einer völlig reicheren Vorstellungskraft entsprungen zu sein als die eher oberflächlichen und manchmal fast nervige Geschichte, die erzählt wird. Die Stop-Motion, die teilweise geschickt mit CGI vermischt wurde,  erinnere an die exquisiten Details von Wes Andersons Der fantastische Mr. Fox.

### Auszeichnungen
Cartoon Movie 2022

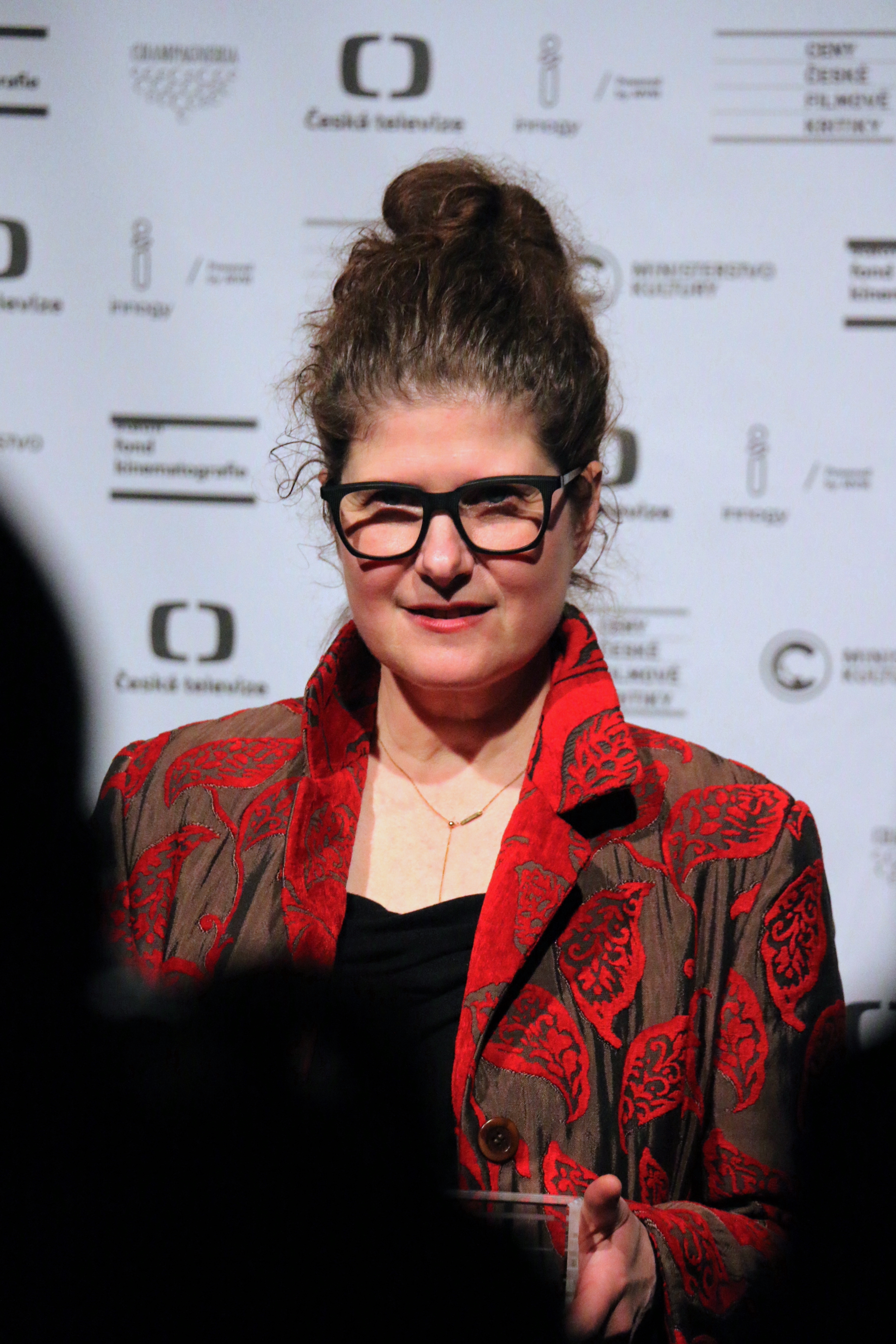
Drehbuchautorin Alice Nellis

- Auszeichnung mit dem Producer of the Year Award[20]

Český lev 2022
- Auszeichnung als Bester Animationsfilm (Jan Bubeníček und Denisa Grimmová)[21]

Europäischer Filmpreis 2021
- Nominierung als Bester Animationsfilm

Internationales Filmfestival Schlingel 2021
- Auszeichnung mit dem Animationsfilmpreis (Jan Bubeníček und Denisa Grimmovà)[22][23]

Shanghai International Film Festival 2021
- Auszeichnung als Bester Animationsfilm mit dem Golden Goblet (Jan Bubeníček und Denisa Grimmovà)[24]